# Perasis postica
Perasis postica là một loài ruồi trong họ Asilidae. Perasis postica được Becker miêu tả năm 1907. Loài này phân bố ở vùng Cổ Bắc giới.